# STS-5
إس تي إس-5 (بالإنجليزية: STS-5)‏ الرحلة الخامسة ضمن برنامج مكوك الفضاء لوكالة ناسا، والمهمة الخامسة كذلك لمكوك الفضاء كولومبيا، بدأت في 11 نوفمبر 1982، وعادت إلى الأرض بعد خمسة أيام وتحديداً في 16 نوفمبر، كان الهدف الرئيسي من الرحلة نشر أقمار صناعية للاتصالات إلى المدار، وتعد هذه الرحلة أول رحلة تنفيذية غير تجريبية لمكوك كولومبيا، حملت الرحلة أربعة من رواد الفضاء.

## معرض صور

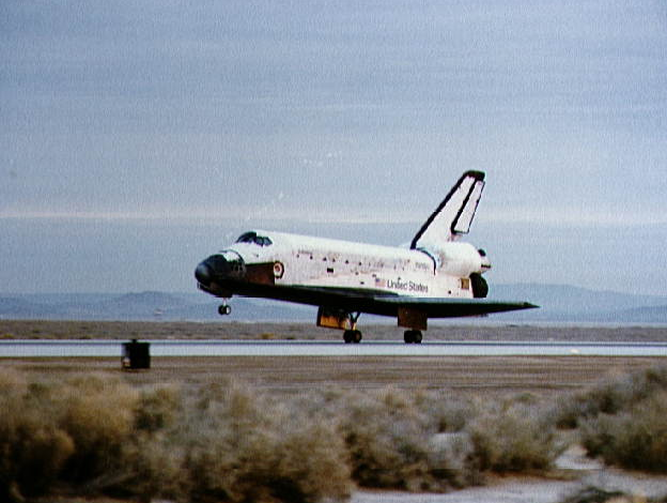
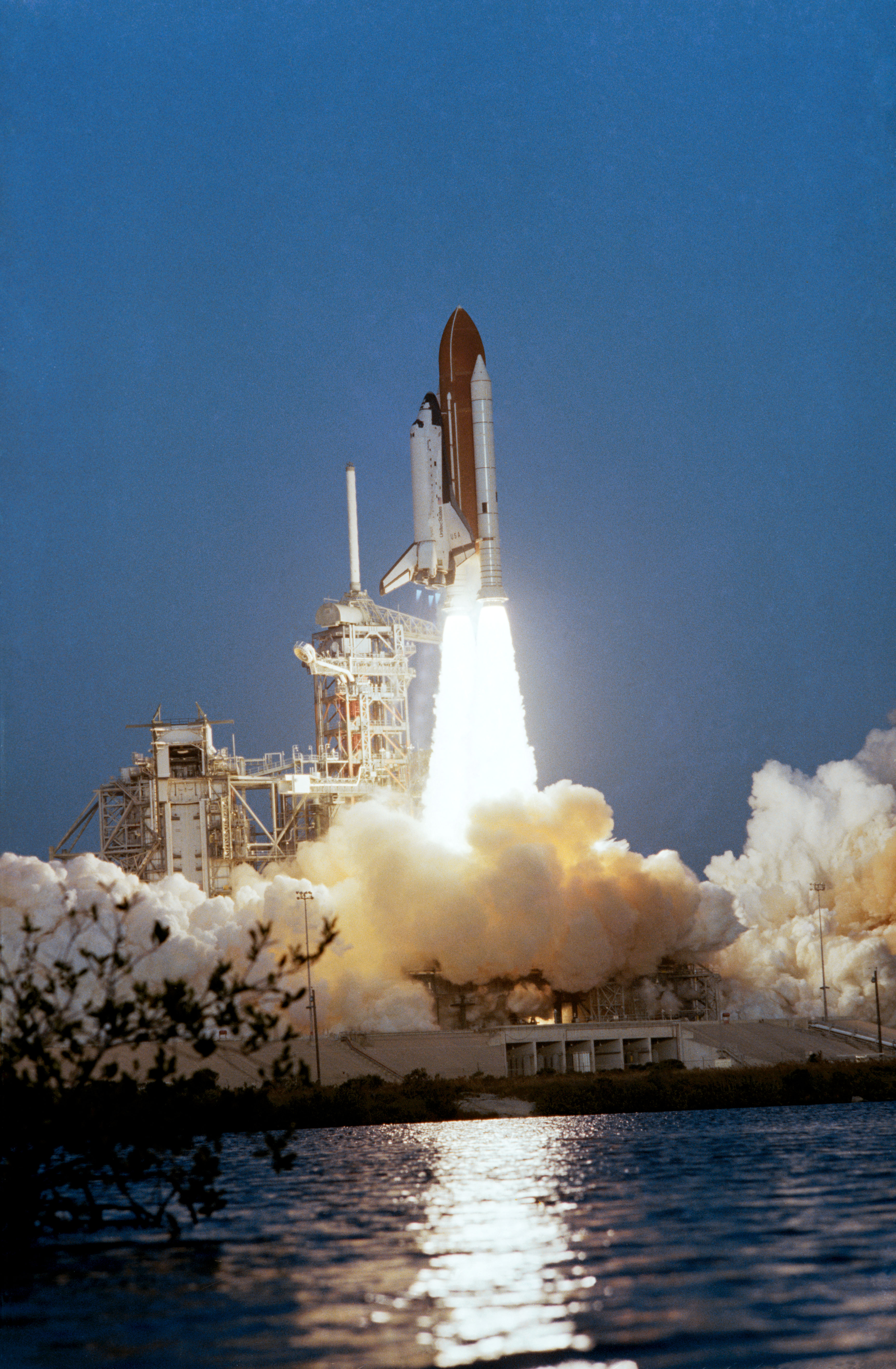
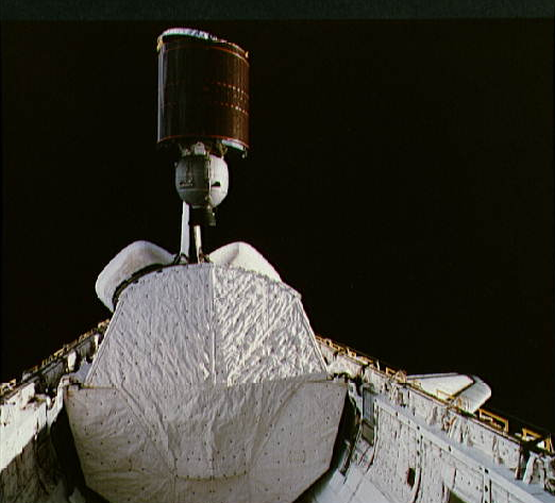